# Junnin
Junnin (jap. 淳仁天皇, Junnin-tennō; * 733; † 10. November 765) war der 47. Tennō von Japan (758–764). Sein Eigenname war Prinz Ōi (大炊).
Seine Vorgängerin, Abe, die als Kōken-tennō regierte, bestimmte ihn, ein Jahr nach ihrem Regierungsantritt 757 zum Thronfolger. Sie behielt sich jedoch wesentliche Mitspracherechte vor.
Innerhalb der am Hofe der Nara-Zeit einflussreichen Mönchsgemeinschaft (Sangha) hatte er sich durch die Abschaffung der alljährlich im ersten Monat in allen Tempeln abgehaltenen Kichijō-keka-Zeremonie unbeliebt gemacht. Diese war von den Mönchen immer mehr als Quelle der (persönlichen) Bereicherung benutzt worden.
Er war der Enkel Temmus und mit Fujiwara no Nakamaros Schwiegertochter verheiratet. Dieser war auch sein Kanzler, der sich gegen den einflussreichen Geliebten der Ex-Tennō, den Mönch Dōkyō stellte. Junnin und Nakamaro verloren diesen Machtkampf. 762 nahm Kōken wieder die Macht in die Hand, bestieg aber noch nicht den Thron. Junnin ließ sich ordinieren und zog sich in einen Tempel zurück.
Abe bestieg als Shōtoku 764 erneut den Thron. Junnin wurde nach Awaji ins Exil geschickt, wo er 765, einen Tag nach einem missglückten Fluchtversuch, eines nicht-natürlichen Todes starb. 
Junnin wurde erst im späten 19. Jahrhundert in die offizielle Liste der Tennō aufgenommen. In alten Dokumenten wird er Haitei (廃帝), der thronlose Kaiser, genannt.